# Tudo pela Audiência
Tudo pela Audiência foi uma sátira a programas de auditórios da televisão brasileira produzido e exibido pelo canal fechado Multishow, o programa era apresentado pelo ator, apresentador e humorista Fábio Porchat e pela apresentadora, atriz e humorista Tatá Werneck.
O programa foi exibido diariamente, no período de um mês, como aconteceu com a série Vai que Cola, protagonizada por Paulo Gustavo.
Teve reprise durante os meses de agosto e setembro às 20h00, e em seguida foi reprisada a segunda temporada as 22h30 até o dia 18 de outubro, entregando assim, para a terceira temporada de Vai Que Cola.
A 3ª temporada do programa de auditório começou a ser exibida em 9 de  maio de 2016.
A 4ª temporada foi confirmada para 2017 porém, com a agenda dos apresentadores o MultiShow decidiu cancelar a temporada para 2017 e não há previsões para 2018, sendo assim, cancelado.

## Elenco
O elenco era formado pelos próprios apresentadores Tatá Werneck, Fábio Porchat e os assistentes de palco, Os BoyTatás formados por Jack, Paulo Sarado, Gordo, Carrasco, Cosme e Damião e as Porchetes formadas por Imigrante, Tutti-Fruti, Diabinha, Anjinha, Coelhinha, Eva e Gabrielly Rodin.

## Antecedentes
Desde 2013, falava-se muito sobre um programa apresentado pelos humoristas Tatá Werneck e Fábio Porchat no canal pago Multishow. Especulações diziam que seria um programa de auditório que iria tirar sarro de produções que fazem tudo por audiência na televisão. Tal fato, veio a tona, e a intenção do programa é exatamente esta: Satirizar programas de televisão que fazem de tudo para ganhar ibope, com o próprio nome da atração diz, fazem de tudo pela audiência.

## Quadros
Na maioria dos episódios, os apresentadores contam com a participação especial de alguma celebridade. Já participaram Tom Cavalcante, Wellingtom Muniz (Ceará), Márvio Lúcio (Carioca), Sheila Mello e Sheila Carvalho, João Kléber, Danilo Gentili dentre outros.
Na plateia do programa, sempre estão presentes um grupo específico de pessoas da "classe C", denominados "Audiência Qualificada", responsáveis pela análise da audiência do programa (mesmo que esse não seja ao vivo). Já estiveram presentes os Surfistas, Mulheres Fisiculturistas, Idosos, Garis, dentre outros.

### Me Amarro em um Famoso
Quadro onde uma pessoa da plateia é amarrada vendada a uma celebridade convidada, e por meio de perguntas objetivas deve adivinhar quem é essa celebridade.

### Quem Quer Bufunfa?
Espécie de "show de talentos inúteis" da plateia, onde os apresentadores oferecem dinheiro para pessoas da plateia mostrarem seus talentos mais estranhos.

### Quiz da Plateia
Diversos jogos variados que envolvem a participação de duas pessoas da plateia, como "Qual é o Hino?", - onde 12 notas de um hino (de país, estado, time, etc.) são tocadas e aquele que adivinhar primeiro qual é o hino ganha, - "Tá Vivo ou Tá Morto?", - onde as pessoas devem adivinhar se o famoso apresentado está vivo ou já faleceu, dentre outros jogos.

### Barraco do Dia
Sátira a programas de relacionamento familiar que apresenta confusões entre familiares e amigos, como no programa Casos de Família e Programa do Ratinho.

### Fritando o Pastel
Sátira a "Pra Quem Você Tira o Chapéu?", do programa de Raul Gil, o quadro apresenta uma modelo semi-nua com pastéis de plástico colados ao seu corpo. O famoso participante deve escolher um pastel (que possui um nome escrito) e decide se frita ou não o pastel para aquela pessoa.

### Apelação de Emergência
Quadro que ocorre quando a audiência do programa cai, e os apresentadores precisam fazer algum tipo de "apelação" para recuperar e estabilizar a audiência do programa.

### Auto-Ajuda
Como o nome já diz, os apresentadores passam mensagens positivas de auto-ajuda aos telespectadores. Na maioria das vezes, não dá audiência e os apresentadores precisam recorrer ao quadro "Apelação de Emergência".

### Talento ou Tá Louco?
Espécie de "show de calouros" que é feita com participantes que foram eliminados de outros programas do tipo. Os participantes fazem um apresentação e são avaliados por um júri do programa (composto pelo próprio elenco).

### Kama Surta
Espécie de quadro de programas adultos, os apresentadores, com a participação de uma celebridade convidada, respondem a perguntas sexuais de telespectadores (na maioria das vezes, são inventadas).

### Nunca te vi, sempre te amei
Sátira de programas de relacionamentos, onde um participante tem a missão de escolher entre três pretendentes para ter um relacionamento, através de perguntas e provas com os candidatos, mas sem vê-lo, podendo apenas saber quem é quando o descarta ou já seu escolhido na final.

### Super Shake
Brincadeira com a plateia de perguntas e respostas, caso faça um acerto escolhe um bom ingrediente para uma vitamina, errando escolhe um ingrediente ruim. No final tem que tomar tudo sem reclamar.

## Convidados
Na maioria dos episódios, os apresentadores contam com a participação especial de alguma celebridade. Já participaram Tom Cavalcante, Wellingtom Muniz (Ceará), Márvio Lúcio (Carioca), Sheila Mello e Sheila Carvalho, João Kléber, Danilo Gentili dentre outros.
| 1º Temporada                    | 2º Temporada                       | 3º Temporada                                 |
| ------------------------------- | ---------------------------------- | -------------------------------------------- |
| Naldo                           | Luciana Gimenez                    | Marcos Mion                                  |
| Junior Cigano                   | Péricles e Thiaguinho              | Amaury Jr.                                   |
| Danilo Gentili                  | Fernanda Paes Leme                 | Supla                                        |
| Vinny                           | Luiz Bacci                         | Buchecha                                     |
| João Kléber                     | Jesus Luz e Tiago Abravanel        | Ludmilla                                     |
| Ceará                           | Rafinha Bastos                     | Marcelo Marrom                               |
| Anitta                          | Rafinha Bastos                     | Karina Bacchi e Mirella Santos               |
| Eliana                          | Nany People                        | David Brazil                                 |
| Sheila Mello e Scheila Carvalho | É o Tchan!                         | Thaeme & Thiago                              |
| MC Koringa                      | Roberto Justus                     | MC Gui e MC Bin Laden                        |
| Gilberto Barros                 | Leão Lobo                          | Maisa Silva                                  |
| Tom Cavalcante                  | Theo Becker e Falcão               | Liminha e Carlinhos Aguiar                   |
| Wanessa e Valesca               | Sidney Magal e Ana Carolina        | Paulinho Serra, Didi Wagner e Bento Ribeiro  |
| Gominho                         | Gaby Amarantos e Marcio Atalla     | Luiza Possi e Tiago Iorc                     |
| Mr. Catra                       | Zezé Di Camargo & Luciano          | Dudu Nobre                                   |
| Marco Luque                     | Alexandre Frota                    | Daniella Cicarelli                           |
| Preta Gil                       | Miá Mello                          | Dadá Coelho                                  |
|                                 | Carlos Alberto de Nóbrega          | Maurício Meirelles                           |
|                                 | MC Guimê                           | Nego do Borel                                |
|                                 | Tati Quebra-Barraco e Mulher Melão | André Vasco                                  |
|                                 | Caio Castro                        | Nicole Bahls e Luiza Ambiel                  |
|                                 | Dedé Santana                       | Luisa Mell                                   |
|                                 | Otávio Mesquita                    | Daniela Albuquerque                          |
|                                 | Marcelo Tas                        | Val Marchiori, Renata Banhara e Fabio Arruda |
|                                 | Minotauro e Minotouro              |                                              |
|                                 | Rita Cadillac e Geisy Arruda       |                                              |
|                                 | Adriane Galisteu                   |                                              |

## Tema de abertura
A versão do cantor Jonas Sá para "Tédio", o clássico da banda Biquini Cavadão nos anos 80 , é o tema de abertura do programa.

## Recepção
O programa teve bons índices de audiência, e antes mesmo do final do segundo bloco de seu programa de estreia, a hashtag #TudoPelaAudiência estava em primeiro lugar nos assuntos de redes sociais mais comentados do Brasil.
Graças a essa boa recepção, ganhou novas temporadas. Atualmente o Multishow já exibiu a terceira temporada da atração.
Porém, com a agenda lotada dos apresentadores, o programa foi cancelado em 2017.